# الاتساق الداخلي للكتاب المقدس
الاتساق الداخلي للكتاب المقدس يتعلق بالتماسك النصي ومدى التكامل في الكتاب المقدس. للمنازعات المتعلقة بالاتساق الداخلي للكتاب المقدس تاريخ طويل.
تشمل النصوص الكلاسيكية التي تناقش مسائل التناقض في الكتاب المقدس من منظور نقدي علماني: رسالة في اللاهوت والسياسة لباروخ سبينوزا، Dictionnaire philosophique لفولتير، إنسيكلوبيدي لدينيس ديدرو وعصر المنطق لتوماس بين.

## الاتساق
لكثير من المؤمنين، الاتساق الداخلي للكتب المقدسة اليهودية والمسيحية هو أمر مهم لأنهم يعتقدون بأن أي تضارب أو تناقض يمكن أن يتحدى المعتقد بأنهم من أصل إلهي. بخصوص موضوع النص اليهودي، يكتب B. باري ليفي عن التوراة أن «سلامة النص لكل سفر من أسفار الكتاب المقدس يجب أن تكون في غاية الأهمية للمهتمين سواء في التناخ أو الفكر اليهودي الكلاسيكي». ليفي يكتب أيضا أنه «على الرغم من الافتراض الشائع أن التوراة نص كامل، حدثت مناقشات مستفيضة من قبل قادة اليهودية الربانية الأكثر احتراما ووضحت أنهم، بدرجة مماثلة إلى العلماء الحديثين، كانوا قلقين إزاء الحالة الحقيقية للنص، وبعض منهم حتى حاول توضيح الشكوك النصية المعروفة والقضاء على العديد من التناقضات المزعجة.» غير أن الكاتب جوشوا غولدنغ يقول أنه على الرغم من أنه يحتوي على تناقضات هذا «لا يعني أن الله لم ينزل التوراة».
من ناحية أخرى، ذكر المبشران المسيحيان جون أنكربيرج وديلون بوروز أن «تعاليم الكتاب المقدس إذا كانت مثالية، يجب أن تكون متسقة مع بعضها البعض» وأن «الكتاب المقدس يتفق مع نفسه من البداية إلى النهاية». وبالمثل جادل كتاب كاثوليك أنه «إذا كنا نعتقد أن الكتاب المقدس موحى به من الله، يجب علينا أيضا أن نؤمن أنه متماسك داخليا».
يقول القس إروين لوتزير أن الكتاب المقدس هو ثابت في تأكيد أنه هو كلمة الله وأن هذا هو سبب قبول أنه من أصل إلهي: «ستة وستين كتابا تتكلم بصوت متسق أن هذه هي كلمات الله».
جادل نقاد العقيدة اليهودية التقليدية والعقيدة المسيحية أيضا أن التناقضات تقلل من قيمة الكتاب المقدس. وصف الربوبي جوزيف باركر في عام 1854 الكتاب المقدس بأنه «التمثيل الأقل تناسقا، الأكثر وحشية وكفرا لله الذي يمكن أن يتصوره العقل البشري» وأكد أن «الكتاب الذي يناقض العلم ويناقض نفسه هو كتاب غير ذي سلطة على الإطلاق». يكتب ناقد إسلامي حديث أنه إذا كان الكتاب المقدس يمكن إثبات كونه غير متسق، «إذن أولئك الذين يدعون إلى الكتاب المقدس وقراءة الكتاب المقدس يجب أن يعيدوا النظر في مصدر المعلومات المتعلقة بإيمانهم».
أحد الردود على هذا النوع من النقد هو القول بأن لا يوجد تناقضات. كما يفسر اللاهوتي جون بارتون، بعض المسيحيين يقرأون الكتاب المقدس مع افتراض أن «الكتاب المقدس هو متسق ذاتيا»، وأنه إذا بدا لهم أن هناك تناقضات بين النصين، فهم يعتقدون أن «قراءة أكثر دقة مطلوبة لإظهار أنهم حقا متسقين». بارتون قال أن «هذا ليس هو الكتاب المقدس الذي لدينا في الواقع». ويشير أيضا إلى أن اليهودية تدرك أن النصوص «في بعض الأحيان قد تكون في حوار مع بعضها البعض» و«قد ينشأ شيء إيجابي عن نوع من التوتر الخلاق».
على الرغم من ذلك فإن معظم الكتاب المسيحيين، في حين أنهم يتفقون على أن المغالطات والتناقضات تحدث، يقولون بأن هذا لا يجعل الإنجيل بالضرورة كاذبا وأنه لم يعد من المرغوب فيه محاولة مواءمة جميع الأناجيل الأربعة في "نسخة واحدة متماسكة" ، «لأننا تعلمنا أن كل من الأناجيل الأربعة لديها صورة فريدة من نوعها ليسوع».
يرى راندل هيلمز بأن الأناجيل كتبت لدعم ومعارضة وجهات نظر مختلفة، وأن كتاب الكتاب المقدس كثيرا ما كان الدافع لهم للكتابة أنهم أرادوا تحدي أو التصحيح لأولئك الذين كانوا قد كتبوا من قبلهم، ويصف الأناجيل بـ«منطقة حرب وأن المؤلفين هم المتحاربون».

## الآراء الدينية

### اليهودية
ينظر إلى التوراة من قبل البعض كالنص الحرفي لكلمة الله، إلى موسى. وفقا للباحث اليهودي موسى بن ميمون «التوراة التي لدينا اليوم هي التي أمليت على موسى من الله». قيل أن الأنبياء، مثل إرميا، حزقيال ويونس سمعوا ونقلوا كلام الله في حين أن الكتابات (الفئة التي تشمل الكتب مثل المزامير، مراثي إرميا وChronicles) «استبعدت من النبوية لأن الإلهام يبدو أنه إنساني بدلا من إلهي». ومع ذلك، «في المعنى الواسع، النصوص ككل، وبالتالي مجمل التعاليم الروحية اليهودية، تقع ضمن دلالة كلمة الله.»
العديد من العلماء اليهود الحديثين لديهم نظرة استيعابية لطبيعة التوراة، وليس بالضرورة بالنظر إليه على أنه متسق داخليا بصورة حاسمة.

### المسيحية
القديس جستن، وهو كاتب مسيحي في القرن الثاني، أعلن أن السبعونية، الترجمة اليونانية للتناخ التي كانت مفضلة عموما في عصور الكنيسة الأولى، «خالية تماما من الأخطاء».
كتب توماس الأكويني أن «مؤلف الكتاب المقدس هو الله». في وستمنستر (1646) تم التأكيد أن سلطة الكتاب المقدس تعتمد «كليا على الله (الذي هو الحقيقة نفسها)؛ وبالتالي فإنه لابد من استلامه لأنه هو كلمة الله».
بعض الجماعات المسيحية، مثل الرومانية الكاثوليكية والأرثوذكسية الشرقية تتبع الممارسة اليهودية في وصف بعض الكتب كـ «أبوكريفا» (على الرغم من أن ليس جميع الكنائس تعتبر نفس قائمة الكتب كذلك، انظر أيضا أبوكريفا).
تتناقض التأكيدات على أن الكتاب المقدس يحتوي على تناقضات مع قول مارتن لوثر أن «الله لا يمكن أن يكذب.» لوثر قبل أن الأخطاء والتناقضات موجودة، ولكنه خلص إلى أن ذلك «لا يضعف بالضرورة حقيقة الإنجيل».
أخذ اللاهوتي اللوثري الألماني أندرياس أوسياندر رأيا مختلفا، مقترحا في Harmonia evangelica (سنة 1537) عددا من محاولات تجانس الأناجيل، بما في ذلك اقتراح بأن يسوع يجب أنه قد تم تتويجه بالشوك مرتين، وأن هناك ثلاث حلقات منفصلة من تطهير الهيكل.
توضح النهج المسيحية الحديثة لدراسة اتساق الكتاب المقدس الانقسام بين لوثر وأوسياندر ويمكن تقسيمها على نطاق واسع بين inerrancy وinfallibility. النهج الأول، المتبع من قبل المعمدانيين الجنوبيين والمسيحيين الإنجيليين في الولايات المتحدة بصورة عامة، يقول أن الأصل في مخطوطات الكتاب المقدس «الله صاحبه، الخلاص نهايته، والحقيقة دون أي خليط من الخطأ مادته»، حتى أن «كل الكتاب هو صحيح تماما وجدير بالثقة»
النهج الثاني، والمتبع من قبل بعض اللاهوتيين والعلماء في المقام الأول من الكنائس الكاثوليكية والأنجليكانية، وبعض الطوائف البروتستانتية، يتجنب العديد من مطبات النهج الأول من خلال القول أن الكتاب المقدس هو دون خطأ فقط في المسائل الضرورية من أجل الخلاص، وأن التوجيهات لازمة للتفسير الصحيح للتضاربات الواضحة; الجزء الأخير مشترك بين جميع الأرثوذكس والكاثوليك، بغض النظر عن الآراء حول كون الكتاب المقدس معصوم من الخطأ.
وفقا للباحث الروماني الكاثوليكي في الكتاب المقدس ريمون براون، هذا النهج وجد تعبيرا عنه في Dei verbum، واحدة من أهم الوثائق المعتمدة في المجمع الفاتيكاني الثاني، التي جاء فيها أن الكتاب المقدس يعلمنا «بقوة وإخلاص ودون خطأ الحقيقة التي أراد الله وضعها في الكتابات المقدسة لأجل الخلاص» وهذا يعني أن الكتاب المقدس معصوم فقط «إلى المدى الذي يتوافق مع الهدف المخلص لله» دون أن يكون بالضرورة موثوقا بشأن مسائل مثل الحفريات أو التاريخ السياسي؛ هذا الرأي تم الطعن به من قبل بعض العلماء الكاثوليك المحافظين.

### الإسلامية
في العصور الوسطى، تمسك علماء المسلمين مثل ابن حزم، القرطبي، المقريزي، ابن تيمية وابن القيم، بناء على تفسير القرآن والتعاليم الأخرى، بأن اليهود والمسيحيين قد عبثوا بكتبهم المقدسة، وهو مفهوم يعرف باسم التحريف.
موضوع التحريف تم استكشافه لأول مرة في كتابات ابن حزم (القرن 10) الذي رفض الادعاء بأن موسى مؤلف التوراة وافترض أن عزرا هو كاتب التوراة. حججه ضد أصالة نص الكتاب المقدس في كل من التناخ والعهد الجديد شملت تناقضات زمنية وجغرافية; وهو ما اعتبره استحالات لاهوتية (تعبيرات تجسيمية، قصص جنس خارج نطاق الزواج، عزو الخطايا للأنبياء). وقال إن تزوير التوراة ربما قد حدث بينما كانت هناك نسخة واحدة فقط يحتفظ بها Aaronic priesthood في معبد القدس. كان لحجج ابن حزم أثر كبير على الأدب الإسلامي والعلماء، حججه وغيرها من الأفكار السجالية تم تعديلها قليلا فقط من قبل بعض الكتاب في وقت لاحق.
على الجانب الآخر، ابن الليث، ابن ربان وابن قتيبة، رأوا أنه لم يكن هناك تزوير في النص ولكن اعتبروا التحريف هو التفسيرات المضللة للنص. وجادل ابن خلدون في مقدمة ابن خلدون أنه لم يحدث أي تزوير: «القول بحدوث التعديل هو غير مقبول للعلماء المدققين ولا يمكن فهمه».

## النقد الكتابي ونقد الكتاب المقدس
دراسة التناقضات في الكتاب المقدس لديها تاريخ طويل. في القرن 17، سبينوزا اعتبر الكتاب المقدس «...كتابا مليئا بالتناقضات.» في القرن 18، توماس باين في عصر المنطق قام بتجميع العديد من تناقضات الكتاب المقدس الذاتية. وفي عام 1860، أنتج وليام هنري بير قائمة بـ 144 من التناقضات في الكتاب المقدس.
علماء الدراسات الكتابية قد درسوا التناقضات في النصوص والشرائع كوسيلة لدراسة الكتاب المقدس والمجتمعات التي خلقته وأثرت فيه. وقد أنتج هذا الميدان نظريات مثل فرضية يوليوس فلهاوزن الفرضية الوثائقية وdeuteronomistic history (بشأن أصول التوراة وتاريخ إسرائيل الوارد في الأسفار من يشوع إلى الملوك على التوالي)، ونظريات مماثلة لتفسير السبب في كون الأناجيل الإزائية تختلف مع بعضها البعض ومع إنجيل يوحنا.

### شرائع الكتاب المقدس
مسألة دراسة التناقض تشمل ليس فقط النص ولكن حتى تكوين النص. وبما أن الكتاب المقدس لم يرقم أجزاءه، أولئك الذين يعتقدون أنه معصوم من الخطأ يجب أن يناشدوا سلطة من خارج الكتاب المقدس لتبرير أي الكتب يتم إدراجها.
على مر القرون، قبلت المجتمعات المختلفة مجموعات متباينة من الكتب والشرائع. حجم هذه الشرائع يختلف بشكل كبير من السامريين الذين اعتبروا الكتب الخمسة من التوراة وحدها موثوقة، إلى الكتاب المقدس الإثيوبي الذي يحتوي على جميع الكتب من جميع الكنائس الأخرى.
محتويات الشرائع قد اختلفت مع مرور الوقت، الكتب التي اعتبرت موثوقة من قبل بعض المسيحيين في بعض النقاط في التاريخ تم استبعادها من مجتمعات أخرى في وقت لاحق—هذا كان مصير العديد من الأناجيل المزيفة من القرون القليلة الأولى من الكنيسة (إنجيل توماس هو مثال معروف)؛ الكتب التي اعتبرت لفترة طويلة شرائعية في فرع من المسيحية قد أسقطت من قبل آخرين على أسس مذهبية (مثل مصير الأسفار القانونية الثانية، حيث مطابقة للشرع الكنسي في الرومانية الكاثوليكية والأرثوذكسية الشرقية ولكن يرفضها البروتستانت لأنها ليست مدرجة في التناخ ودعمت أفكارا عارضها البروتستانت الإصلاحيون مثل شفاعة القديسين، المطهر، الصلاة على الميت وما إلى ذلك؛ وبعض الأسفار التي كان يمكن أن تدرج مثل سفر أخنوخ، استثنيت من شرائع جميع الطوائف تقريبا في وقت لاحق (انظر سفر أخنوخ).
| الدين أو المذهب               | الشرائع المقبولة                          |
| ----------------------------- | ----------------------------------------- |
| اليهودية                      | التناخ (24 كتاب)                          |
| Samaritanism                  | التوراة السامرية (5 كتب)                  |
| الكاثوليكية الرومانية         | الكتاب المقدس الكاثوليكي (73 كتاب)        |
| البروتستانتية                 | الكتاب المقدس البروتستانتي (66 كتاب)      |
| الكنائس الأرثوذكسية الشرقية   | الكتاب المقدس الأرثوذكسي الشرقي (78 كتاب) |
| الكنيسة الأرثوذكسية الإثيوبية | Orthodox Tewahedo canon (81 كتاب، متغير)  |

### إسناد الكتب
مسألة الاتساق الداخلي في الكتاب المقدس أيضا تنطوي على إسناد تأليف الكتب. على سبيل المثال، كلمات التوراة أو الكتب الخمسة الأولى من العهد القديم، من المعتقد تقليديا أنها على يد موسى وأناجيل العهد الجديد نسبت إلى المؤلفين الأربعة. الدراسات الحديثة تتساءل حول دقة هذه الإسنادات.
إليوت رابين يكتب: «على مدى 400 عاما، تساءل القراء علنا حول الإسناد التقليدي للكتب الخمسة لموسى.» فعلى سبيل المثال، يقتبس توماس هوبز في كتابه Leviathan (سنة 1651): عندما يحتوي سفر التكوين 12:6 على «وَكَانَ الْكَنْعَانِيُّونَ حِينَئِذٍ فِي الأَرْضِ»، فإنه لا يمكن أن يكون قد كتب من قبل موسى. هوبز قد يكون أول أوروبي شكك في هذا الإسناد، بحجة أن الكلمات يمكن «فقط بشكل معقول أن تستخدم من قبل شخص يكتب عندما لم يكن الكنعانيون في الأرض... ولكن الكنعانيون كانوا في الأرض عندما كان موسى على قيد الحياة». رابين أيضا يقتبس حاخام من القرن الحادي عشر، راشي، يقول أن موسى لا يمكن أن يكون قد كتب في سفر التثنية 34:5 «موسى توفي هناك»، ولكن يجب أن يكون قد كتب من قبل يوشع. ومع ذلك، فإنه أشار أيضا إلى أن الحاخام مئير برر ذلك أن الله أملى هذه الكلمات إلى موسى والذي كتبها مع دمعة في عينيه.
لم يحدث في أي من الأناجيل الأربعة أن قال النص بصورة صريحة أن الكتاب مكتوب من قبل المبشر الذي يعزى له تأليف الكتاب. قال كتاب مثل M. N. رالف أن في قراءة الإنجيل هناك «الكثير من الأدلة» على أنها عبارة عن تجميعات موروثة من مصادر خطية وشفوية «وليست من شهود عيان». يستنتج الباحثون أن الإسنادات «ليست إلى الشخص الذي قام بالتجميع.»

### المخطوطات
المخطوطات تختلف أيضا. عادة الاختلافات طفيفة—مسائل الإملاء وما شابه ذلك—ولكن في بعض الأحيان كبيرة، كما في حالة الفاصلة اليوحناوية في رسالة يوحنا الأولى التي تحمل إشارة صريحة إلى العقيدة المسيحية الثالوث، ولكن لا توجد في أي مخطوطة في وقت سابق للقرن 10 (codex 221)، حيث ظهرت حينها كملاحظة هامشية. مثال مشابه من العهد القديم هو الفرق بين الأوصاف السبعونية والماسورتية لمعركة داود وجالوت: النسخة السبعونية أقصر وتبتعد عن التناقضات السردية في النسخة الماسورتية المألوفة، وخاصة الحادث الشهير حيث يسأل شاؤول من هو داود كما لو أنه لا يعرف عازف قيثارته وحامل درعه.
هناك أيضا اختلافات هامة بين النسخة الماسورتية والسامرية من أسفار موسى الخمسة في قراءات العديد من الجمل. بعض الفروق تبدو نابعة من الخلافات الفلسفية بين اليهودية والسامرية. بعض هذه الفروق واضحة وضوح الشمس، مثل إدراج فقرة في النسخة السامرية من الوصايا العشر التي تكرر الأمر لبناء مذبح على جبل جيريزيم وتقول بوضوح أن جبل جيريزيم هو الموقع حيث كل التضحيات في المستقبل يجب أن تقدم. ولأن الموقع المقدس لله هو على الأرجح الفرق المركزي الأصلي بين اليهودية والسامرية، فمن المنطقي أن هذا المقطع هو في نسخة واحدة وليس غيرها.

### التناقضات
معظم التساؤلات حول تماسك الكتاب المقدس ترتبط بالتناقضات في السرد. تتحدث بعض التساؤلات حول ما يبدو كتفاصيل صغيرة، على سبيل المثال: عدد الجنود في جيش (على سبيل المثال 1 Chron. 21:5 مقابل 2 Sam. 24:9)، السنة التي فيها بدأ ملك معين حكمه (على سبيل المثال 2 Chron. 36:9 مقابل 2 Kings 24:8)، تفاصيل خط سير رحلة بولس الرسول (Acts 9,11,15,18:22,21 مقابل Galatians 1:18,2:1). في بعض الحالات نقاط الاختلاف التي تبدو غير مهمة في الواقع يمكن أن يكون لها أهمية كبيرة في تفسير كتاب أو لإعادة بناء تاريخ إسرائيل القديمة، أو كيف تم إنشاء العالم، لماذا يسمح الله بالمعاناة، أو الأهمية الدينية لموت يسوع.
العلماء في العصر الحديث يجدون التناقضات في العهد القديم والتوراة وينسبون العديد منها إلى العملية التي تم إنشاؤها عن طريقها. على سبيل المثال، الفرضية الوثائقية تؤكد أن التكرارات والتناقضات هي نتيجة للنصوص التي تم جمعها معا من مصادر متنوعة مكتوبة من قبل مؤلفين مختلفين في أوقات مختلفة. جوزيف جنسن كتب: «لا تفسير أفضل حتى الآن تم العثور عليه بخصوص تعقيدات تشكيل أسفار موسى الخمسة، ويواصل هذا التفسير الحصول على توافق جيد في الآراء بين العلماء».
بخصوص هذه النقطة، يعطي رونالد Witherup المثال من سفر التكوين 1-2، والذي يتفق معظم العلماء على أنه عبارة عن قصتين منفصلتين عن الخلق مكتوبتين من قبل مؤلفين مختلفين في فترات زمنية مختلفة. «معظم علماء الكتاب المقدس يقبلون أن سفر التكوين 1 نشأ حوالي القرن السادس قبل الميلاد مع مجموعة من الكتبة الذين كانوا يشعرون بالقلق إزاء الحفاظ على التقاليد الليتورجية لليهود. سفر التكوين 2، من ناحية أخرى، نبع من أصل سابق أكثر بدائية يعود إلى حوالي القرن العاشر ق. م.» على الجانب الآخر، يقول الأصوليون أن هذه هي ببساطة نفس القصة لكنها محكية مرتين، في المرة الأولى (تك 1:1-2:4) بصورة شعرية والثانية (تك 2:4-25) بصورة أكثر تجسيما.
وهناك المزيد من الأمثلة على أنواع أخرى من التناقض في العهد القديم. في موضوع ذبح حيوان أمام المعبد، يذكر أن الحيوان: «قتل عند مدخل الـ tabernacle شمال المذبح وتم تقطيعه.» التفسير العبري الأكثر طبيعية للصياغة هو أن الذبح تم القيام به من جانب واحد يقدم قربانا بدلا من الكاهن. إذا كان الأمر كذلك، فإنه يتناقض مع Ezek 44:11، حيث يتم عن طريق اللاويين، و2 Chr 29:22, 24 حيث يتم ذلك من قبل الكهنة.
هناك عدة أماكن في العهد القديم حيث الأرقام العددية يمكن مقارنتها بصورة مباشرة. على سبيل المثال، كل من Ezra 2:1–65 و Nehemiah 7:6–67 يقدمان قائمة للعائلات اليهودية التي «خرجت من الأسر البابلي. وعادوا إلى أورشليم ويهوذا». ولكن القائمتين تختلفان على عدد أفراد كل أسرة. في المجموع هناك ما يقرب من عشرين تناقض عددي بين القوائم. وعلاوة على ذلك، في كلتا الحالتين تم إعطاء رقم إجمالي وهو 42,360 من الأشخاص، إلا أن الأرقام الجزئية عند جمعها لا تتساوى مع هذا الرقم الإجمالي. الإصدار الثالث من القائمة يوجد في 1 Esdras.
في سفر التثنية الفصل 4، الآيات 1 و 8 تذكر أن موسى سيقوم بتعليم القوانين «اليوم». الآية 8، في النص العبري، حتى تقول أن «كامل التوراة» سيدرس اليوم. ومع ذلك، الآية 5 تشير إلى أن القوانين قد تم بالفعل تسليمها في وقت ما في الماضي.
يلاحظ The Oxford Bible Commentary أن:
بالتوافق مع ما تم الاعتراف به منذ فترة طويلة، لا يزال هناك عدد من الاختلافات أو عدم التناسق في التفاصيل، مما يوحي أنه تم الجمع بين شهادتين اثنين أو أكثر. على وجه الخصوص، يتم تقديم أعمال الخلق بطرق مختلفة. في حين أن الله يخلق في بعض الحالات ببساطة عن طريق التحدث («و قال الله ...»)، في مواضع أخرى يقال لنا أنه قام بأفعال معينة: قام بعمل، فصل، تسمية، وضع.
ومع ذلك، الحاخامات الأرثوذكس، مثل مردخاي بروير ينكرون أن مثل هذه التناقضات هي دليل على أن تلك الكلمات لم تكن من خلق الله. ويؤكد أن مثل هذه الفرضيات خاطئة، وأن تصوير الخلق كان متناقضا ليس لأنه كان مكتوبا من قبل مؤلفين مختلفين، ويقول: «بدلا من ذلك، هو للإشارة إلى صفات الله المختلفة.»

### اتساق النص الداخلي
B. باري ليفي يلاحظ أن في القرن 16 الحاخام بن زيمرا روى «كيف أعاد المخطوطات إلى حالتها الأصلية» وأشار إلى «أهمية وجود الاتساق النصي في المخطوطات بسبب أن الانتقادات حول كيفية حفاظ اليهود على التوراة ونقل النص شملت اتهامات بأنهم يتعمدون تعديله.» ليفي أيضا أشار إلى أن «مخطوطات التوراة تبقى مقيمة، والكتبة باستمرار عملوا بعناية على نسخها، وحاولوا إنتاج نص دقيق وصحيح لأعلى درجة أمكنتهم. للأسف حتى هذا الالتزام والرعاية لم يمكنه أن يضمن نصا مثاليا».
وعلاوة على ذلك، يكتب Shnayer Leiman أن «الأخطاء تسللت إلى أفضل مخطوطات التوراة. في كثير من الأحيان تعاد التوراة بسبب خطأ اكتشف أثناء قراءتها في الأماكن العامة.»
عدة أخطاء نحوية تظهر في نسخ من التوراة. كما لاحظ شاي تشيري: «بما إن أحد الافتراضات الحاخامية هو أن التوراة هي الكمال، كحد أدنى يجب على المرء أن يتوقع ألا يكون هناك أي أخطاء نحوية. بعد كل شيء، ألا يجب أن يكون الله معصوم من الأخطاء؟» للحصول على أمثلة من هذه الأخطاء، تشيري لاحظ أنه في قصة قابيل وهابيل، حيث وردت «الخطيئة» جاءت كلمة «الخطيئة (chatat) كمؤنث، ولكن الخبر كان مذكر.» الحاخامات اقترحوا أن هذا هو بسبب أن الخطيئة تبدأ ضعيفة مثل امرأة، ولكن تنتهي قوية مثل الرجل. أيضا في الآية 7 من هذه القصة، التي تتعلق بـ «بنات» لذا فإن اللواحق يجب أن تكون في صيغة المؤنث، إلا أن اثنان منهم مذكر. تشيري يقول أن هذه المشاكل يجب أن تعزى إلى «التعديل المهمل»، ولكن أولئك الذين يعتقدون أن التوراة هي الكمال، يجب أن يقولوا أن هذه الأخطاء قد وضعت عمدا.

### اللاهوت
يتفق اللاهوتيون المسيحيون على أن العهد الجديد يحتوي على تركيز لاهوتي واحد وثابت على طبيعة المسيح المخلصة، ولكن العهد القديم يتكون من عدة تركيزات لاهوتية مختلفة. بعض منها يكمل بعضها البعض، والبعض الآخر متناقض، حتى داخل نفس الكتاب. على الرغم من عدم وجود لاهوت واحد موحد، تتكرر المواضيع المشتركة، بما في ذلك (على الرغم من أنه لا توجد قائمة يمكن أن تكون شاملة) التوحيد، الأصول الإلهية للأخلاق الإنسانية، اختيار الله لشعب مختار، فكرة مجيء المسيح، مفاهيم الخطيئة والوفاء والخلاص. دراسة هذه الأشياء هو حيوي لكل من العقائد اليهودية والمسيحية، حتى لو اختلفوا في النهج. على سبيل المثال، على الرغم من أن كل من الدينين يؤمنان بمجيء المسيح، التوقع اليهودي يختلف عن النظرة المسيحية.
في المسيحية، موضوعات مثل طبيعة الله (الثالوث واللاثالوثية)، طبيعة يسوع، وجهات النظر حول العهد القديم، الخطيئة الأصلية، القدر، Ordination of women، الجحيم، نبوءات الكتاب المقدس، إلخ. ظلت موضع خلاف بين علماء الدين ومختلف الطوائف.

### العهد الجديد

#### الاتساق الداخلي
يذكر عالم الكتاب المقدس بروس م. ميتزجر عدة تناقضات داخلية في العهد الجديد في المخطوطات القديمة للعهد الجديد والتي حاول الكتبة في وقت لاحق تصحيحها.
في القرن 2 م، أنتج تاتيان إنجيل يسمى الإنجيل الرباعي من جمع كل الأناجيل الأربعة في واحد. الإنجيل المجمع قام بالقضاء على جميع الاختلافات التي توجد بين الأناجيل الأربعة. على سبيل المثال، أغفل سلسلة أنساب المسيح في متى ولوقا. وخلق تاتيان تسلسل سردي خاص به، والذي يختلف عن تسلسل يوحنا وأيضا تسلسل الأناجيل الأخرى.

#### الأناجيل
مشكلة وجود التناقضات في الأناجيل هي ذات أهمية للمسيحيين. كما يكتب فرانسيس واتسون : "المشكلة لا يمكن حلها من خلال الزعم بأن تلك التناقضات هي تافهة ... [هي] بعيدة عن أن تكون تافهة [و] هناك عدد كبير جدا منها، وغالبا ما تتعلق بقضايا في صميم الإيمان والحياة المسيحية."
رد أب الكنيسة أوريجانوس (184/185 – 253/254 CE) على الكاتب سيلسوس، الناقد المسيحية، الذي كان قد اشتكى من أن بعض المسيحيين قد قاموا بتعديلات في الإنجيل للرد على الاعتراضات، معترفا أن البعض قد فعلوا ذلك. ومع ذلك، ذكر أنه لا يعتقد أن المشكلة كانت على نطاق واسع، كما أنه لم يوافق على هذه الممارسة، مضيفا أنه يعتقد أن هذه التعديلات خلقت «هرطقات مختلفة عن معنى عقيدة يسوع».
يقول الكاتب كيرسي جريفز أن «هناك كمية ضخمة من الشهادات التي تثبت أن المجالس، الكنائس والقسوس قد منحوا أنفسهم رخصة لتعديل، إضافة وحذف العديد من النصوص، الأجزاء وحتى كتب كاملة، من» كلمة الله غير القابلة للتغيير""، ويقول على لسان هيربرت مارش أن أوريجانوس وهو أول من جمع الأناجيل، قد اعترف أنه أجرى تعديلات عليها قبل أن تقع تحت أيدي مجلس نيس، وينقل عن بينتلي قوله أن «أفضل نسخة من العهد الجديد بها مئات من المقاطع المحذوفة والأخطاء غير القابلة للتصحيح».
في كتابه وئام الأناجيل، قام أوغسطينوس بمحاولة في القرن الخامس لشرح كل التناقضات الظاهرة التي كان على علم بها. وكتب أنه لأنه كان هناك أشخاص «يسرقون [من المبشرين] الاعتراف بهم كمؤرخين صادقين»، «يجب علينا أن نثبت أن الكتبة الذين يتم التساؤل بخصوصهم لا يكنون أي عداء لبعضهم البعض.» في حين أن مدافع أكثر حداثة مثل غليسون آرتشر يكتب بخصوص إنتاج كتاب يقدم تفسيرات لكثير من الصعوبات في الكتاب المقدس: «كن مقتنعا تماما بأنه يوجد تفسير كاف، على الرغم من أنه لم يتم العثور عليه بعد.»
من بين أولئك الذين يقبلون أن هناك تناقضات، علماء مثل ريموند براون قد درسوا التناقضات في الأناجيل، خاصة في روايات مرحلة طفولة المسيح. W. D. Davies وإد P. ساندرز يقولون بأن: «في العديد من النقاط، وخاصة حول الوقت المبكر من حياة يسوع، الإنجيليون كانوا جاهلين... ببساطة لم يكونوا يعرفون واسترشدوا بالإشاعات أو الأمل أو الافتراض، وفعلوا أفضل ما بوسعهم». العلماء الأكثر نقدا يرون قصص ميلاد يسوع إما خيالية تماما، أو على الأقل تم بناؤها من التقاليد التي تسبق الأناجيل.
وكمثال آخر،"Markan appendix" «من المعترف به بشكل عام أنه ليس من تأليف الكاتب نفسه»، وأن مرقس 16:9-20 أضيفت في وقت لاحق حيث أن إنجيل مرقس كان في البداية منتهيا عند مرقس 16:8.
Grammatico-histprical exegesis هو تحديد معنى النص من خلال فهم بيئة المؤلف خارج الكتاب المقدس، وكذلك النص نفسه. R. T. فرانس يرى أن هذا النوع من التفسير ينطوي على «أكبر قدر ممكن من الاستفادة من البيانات اللغوية والأدبية والتاريخية والأثرية، وغيرها من البيانات المتعلقة ببيئة المؤلف».
يقول فرانس بخصوص «المساهمة المتميزة» لكل من الأناجيل الأربعة: «في قبول أن الله أراد للكنيسة الأناجيل الأربعة، وليس واحد فقط، المسيحيون أيضا أدركوا بأن كل منهم لديه شيء مختلف ليقوله عن يسوع. ليس قبل أن نستمع إلى كل منها بمفردها، أن يمكننا أن نأمل في الحصول على كامل الثراء والذي يأتي من» رؤية يسوع المجسمة«كما لو أننا رأيناه من خلال أربعة أزواج من العيون!»
تبقى فرضية المصدرين الشرح الأكثر شعبية لشرح أصول الأناجيل السينوبتية: وفقا لها، هناك نوعان من المصادر: إنجيل مرقس ووثيقة مفقودة مفترض وجودها تشمل تجميعة أقوال تسمى ق (انظر أيضا فرضيات أخرى). ومع ذلك، فإن هذه الفرضية لا تخلو من المشاكل.

#### أمثلة
مجموعة متنوعة واسعة من التناقضات قد اقترحت داخل العهد الجديد وبين العهد الجديد والنصوص العبرية. هذه التناقضات تقع في عدد من الفئات العريضة. الأكثر وضوحا يتم مناقشتها أدناه، مع أمثلة.

##### الأناجيل
الاتساق الداخلي في الأناجيل الإزائية قد تم تحليله من قبل العديد من العلماء. ومن الأمثلة المعروفة هي روايات الميلاد الموجودة في إنجيل متى (Matthew 1:1-6) وإنجيل لوقا (Luke 3:32-34). كل منهما يعطي نسبا ليسوع، ولكن الأسماء، وحتى عدد الأجيال، تختلف بين الاثنين. المدافعون اقترحوا أن الاختلافات هي نتيجة لخطين مختلفين، متى من ابن الملك داود سليمان، إلى يعقوب والد يوسف، ولوقا من ابن الملك داود الآخر، ناثان، إلى هيلي والد مريم. ومع ذلك، فإن الباحث غزا فرمش يوضح أن لوقا لا يذكر مريم ويتساءل عن كيف أن وضع نسب من جهة الأم من شأنه أن يكون ذا غرض في هذا الإطار اليهودي.
في كتاب الأخلاق، أشار ديتريش بونهوفر إلى اختلاف آخر بين Matthew 12:30/Luke 11:23("He who is not with Me is against Me; and he who does not gather with Me scatters") وMark 9:40/Luke 9:50("For he who is not against us [you] is for us [you]"). بونهوفر قال إن كلاهما ضروري وأن «صليب المسيح يجعل كلا من القولين صحيحا». دونالد كارسون علق بالمثل. تجادل تعليقات أخرى أن هذه الأقوال تعلن استحالة الحياد.
يميل باحثو العهد الجديد الحديثون إلى اعتبار أن هذه ليست أقوال منفصلة، بل قول واحد وقد تم الحفاظ عليه في شكلين مختلفين، أو قد تم تعديله من قبل كتبة الإنجيل لتقديم وجهة نظر تعبر عن احتياجات المجتمع المسيحي في ذلك الوقت. إنجيل مرقس، المعتبر عموما أقدم الأناجيل، يعرض الصيغة «الجامعة» (الشاملة) عند ذكر توبيخ يسوع أتباعه بسبب إيقاف شخص من إجراء طقوس طرد الأرواح باسمه. إنجيل متى يعرض الصيغة الأخرى، «الحصرية»، مسبوقة بقصة عن رجل قوي; إنجيل مرقس أيضا يشمل هذه القصة، ولكن من دون الملاحظة الاستنتاجية. لوقا يعرض كلا النسختين. لا يزال هناك مناقشة حية حول أي من الصيغ هو جدير بالتصديق، انظر أيضا ندوة يسوع.
بارتون ومديمان استشهدا بالتناقضات بين كتبة الإنجيل حول ما حدث في قبر المسيح. وأشاروا إلى أن "في مرقس 16:1 هناك ثلاث نساء في القبر، بينما في متى 28:1، وفي لوقا 23:55-24:10 أكثر من ثلاث. في مرقس ولوقا يأتين مع spices ليمسحن يسوع، ولكن في الإنجيل الرابع كان قد تم ذلك بالفعل.
ريمون E. براون يلاحظ الخلافات الظاهرة بين كتب العهد الجديد في ذكر كلمات يسوع عن توقعاته بخصوص تدمير المعبد. في مرقس 13:2: «فَأَجَابَ يَسُوعُ وَقَالَ لَهُ: «أَتَنْظُرُ هذِهِ الأَبْنِيَةَ الْعَظِيمَةَ؟ لاَ يُتْرَكُ حَجَرٌ عَلَى حَجَرٍ لاَ يُنْقَضُ».» ولكن في مرقس 14:57-58 الحدث يصبح كلمات من الناس الذين «يشهدون زور ضده». في مرقس 15:29، كلمات يسوع تستخدم للتجديف عليه. وفي أعمال الرسل 6:13-14، كلمات مماثلة مرة أخرى تذكر أنها من هؤلاء ذوي الشهادة الكاذبة. وعلاوة على ذلك، في متى 26:60-61 و27:39-40 هناك ناس تتهم يسوع وتوجه السب له كشخص قد قال مثل هذه الكلمات، بينما يوحنا 2:19-21 يذكر أن يسوع قال مباشرة أن الـ sanctuary سوف يتم تدميره، ولكن في الواقع يتحدث عن "the sanctuary of his body". براون يشير إلى أن القصص المختلفة تبين أن يسوع لم يكن يحمل معرفة الله التفصيلية لما كان سوف يحدث للمعبد. في دليل على عدم معرفته علم الغيب، يشير براون إلى أن هناك العديد من الحجارة الباقية فوقها أحجار أخرى في ما تبقى من المعبد، على سبيل المثال في حائط البراق.
وفقا لإيرمان، الفرق الأكثر أهمية بين الأناجيل هو إنجيل يوحنا. ويقول إن مفهوم أن يسوع كان موجودا قبل ولادته، وكان إلها، وأصبح إنسان هو فقط في إنجيل يوحنا. ومع ذلك، فإن معظم الباحثين يختلفون، ويشيرون إلى إشارات أخرى في رسائل بولس والأناجيل السينوبتية.

##### أعمال الرسل
في «موسوعة صعوبات الكتاب المقدس»، درس آرتشر آيتين في الأعمال تصفان تحول بولس واللتان ينظر إليهما أحيانا على أنهما تتناقضان:
«وَأَمَّا الرِّجَالُ الْمُسَافِرُونَ مَعَهُ فَوَقَفُوا صَامِتِينَ، يَسْمَعُونَ الصَّوْتَ وَلاَ يَنْظُرُونَ أَحَدًا.» Acts 9:7
«وَالَّذِينَ كَانُوا مَعِي نَظَرُوا النُّورَ وَارْتَعَبُوا، وَلكِنَّهُمْ لَمْ يَسْمَعُوا صَوْتَ الَّذِي كَلَّمَنِي.» Acts 22:9
آرتشر يقول أن الأصل اليوناني يظهر أنه «لا يوجد تناقض حقيقي بين هذين البيانات». آرتشر يشير إلى حالات مماثلة حيث «الحشد الذين سمعوا صوت الأب يتحدث إلى ابنه في يوحنا 12:28 ... ظنوا أنه فقط رعد».
الجزء التالي هو جزء آخر ذو خلاف:
"So Jacob went down into Egypt, and died, he, and our fathers, And were carried over into Sychem, and laid in the sepulcher that Abraham bought for a sum of money of the sons of Emmor the father of Sychem."
الآية تظهر أن المكان حيث دفن يعقوب هو في شكيم، وهو ما يتناقض مع الآيات في سفر التكوين التي تضع قبر البطاركة في الخليل. ألبرت بارنز يكتب «هو خطأ واضح، ليس من المحتمل على الأرجح أن يكون ستيفن أو لوقا قد ارتكبا خطأ من هذا القبيل. كل اعتبار يجب أن يقودنا إلى الاستنتاج بأنهم كانوا على دراية جيدة بمثل هذه النقاط البارزة في التاريخ اليهودي لارتكاب خطأ مثل هذا»

##### الإنجيل وأعمال الرسل
في Matthew 27:3-8 يهوذا يرجع رشوة التي يعتقد المسيحيون أنه قبلها بصورة غير أخلاقية لتسليم يسوع، ورمي المال في المعبد قبل أن يشنق نفسه. كهنة المعبد، غير راغبين في إعادة المال إلى الخزانة، يستخدمونه بدلا من ذلك لشراء حقل. بينما في Acts 1:18، على الجانب الآخر، يهوذا، لا ينتحر من الشعور بالذنب، وقام باستخدام مال الرشوة لشراء الحقل بنفسه، ويتم شرح موته هناك.
ريموند E. براون يشير إلى التناقض الواضح: «شهادة لوقا حول موت يهوذا في الأعمال 1:18 لا تتفق مع متى 27:3-10.» تمت محاولة المواءمة بين القصتين منذ العصور القديمة وفي بعض الأحيان في العصور الحديثة. بيد أن العلماء الحديثين يميلون إلى أن يجدوا هذه المحاولات غير مقنعة،  مشيرين إلى، على سبيل المثال، غياب أي مؤشر على الانتحار في القصة في أعمال الرسل.

##### رسائل بولس
تعتقد مدرسة Tubingen من المؤرخين التي أسسها فرديناند باور أنه في أوائل المسيحية كان هناك صراع بين المسيحية البولصية وبين كنيسة القدس بقيادة يعقوب البار، بطرس ويوحنا، ما يسمون بـ «المسيحيين اليهود» أو «أعمدة الكنيسة». بولس اعتقد أن الـgentiles والمسيحيين اليهود لم يعودوا ملزمين بالحفاظ على شريعة موسى (Gal 2:21). المسيحيون اليهود اختلفوا، معتبرين أن الجميع، بما في ذلك الـgentiles، يجب عليهم الحفاظ على شريعة موسى. في Galatians 2:14، وهي جزء من «حادثة أنطاكية»، بولس قام علنا بتوبيخ بطرس على التهويد.
بولس يزعم عدة مرات أن المؤمنين سيتم إنقاذهم عن طريق النعمة الإلهية، وأن المؤمنين لذلك «ليسوا تحت القانون، بل تحت النعمة». بينما رسالة يعقوب، في المقابل، تدعي أن المسيحيين يجب عليهم طاعة «القانون كله»، وتقول: «تَرَوْنَ إِذًا أَنَّهُ بِالأَعْمَالِ يَتَبَرَّرُ الإِنْسَانُ، لاَ بِالإِيمَانِ وَحْدَهُ.» ، وأن «الإِيمَانَ بِدُونِ أَعْمَال مَيِّتٌ؟». البروتستانت مع اعتقادهم بالخلاص بالإيمان وحده، قد وجدوا صعوبة في التوفيق بين وجهات النظر المتناقضة هذه. مارتن لوثر، على سبيل المثال، أكد أن رسالة يعقوب قد تكون مزورة (على الرغم من أنه في وقت لاحق قبلها - انظر أنتيلغومينا).
بعض العلماء[من؟] يعتقدون أن بولس لا تتعارض مع يعقوب ولكن الكلام هو عن أسئلة مختلفة. وهم يؤكدون أن منظور بولس يختلف، ويعتبر تكميليا ليعقوب. بولس يذكر في مقاطع مختلفة أن الأعمال يجب أن تتبع الإيمان (Titus 2:11-12, Ephesians 2:10, Romans 6:13, Galatians 5:13 ، إلخ.).
في الرسالة الأولى لأهل كورنثوس: «تم العثور على تناقضات داخل فصول لاحقة، على سبيل المثال بين ما يبدو كموقف لين حول طعام الأضاحي في 8:1-13 10: و22-11:1، لموقف متشدد في في 10:1-22.» أيضا الرسالة «يبدو أنها تفرض حظر شامل على حديث المرأة في الكنيسة، وهو أمر غريب لا يتفق مع إذن بولس في 11:2-16 أن المرأة تستطيع أن تصلي وتتنبأ.»

##### العهد القديم مقابل العهد الجديد
في القرن 2 م، اللاهوتي المسيحي مرقيون ألف عملا (مفقود الآن) بعنوان Antithesis. في الكتاب، وضح مرقيون بالتفصيل في مناقشة التناقضات بين العهد القديم والعهد الجديد. العهد القديم والعهد الجديد، وفقا لمرقيون لا يمكن التوفيق بينهما. قانون السلوك الذي ينادي به موسى كان «العين بالعين»، ولكن يسوع نحى هذا المبدأ جانبا. أشار مرقيون إلى إشعياء 45:7 «مُصَوِّرُ النُّورِ وَخَالِقُ الظُّلْمَةِ، صَانِعُ السَّلاَمِ وَخَالِقُ الشَّرِّ. أَنَا الرَّبُّ صَانِعُ كُلِّ هذِهِ.» وقال أنها تتناقض مع يسوع الذي قال أن الشجرة الجيدة لا يمكن أن تجلب ثمرة سيئة ثم أشار إلى عدة أوامر ودروس في العهد القديم تتناقض مع العهد الجديد. على سبيل المثال، في العهد القديم الطلاق مسموح به وكذلك تعدد الزوجات; في العهد الجديد لا يسمح بأي منهما. حتى في داخل العهد القديم، وجد مرقيون تناقضات. على سبيل المثال، أمر الله أن لا عمل ينبغي القيام به في يوم السبت، ولكن أخبر بني إسرائيل أن يحملوا تابوت العهد حول أريحا سبع مرات في يوم السبت. ولذلك رفض مرقيون العهد القديم بأكمله.
رأي مسيحي آخر هو أن يسوع أرسى علاقة الوعد الجديد بين الله وأتباعه وقام بإلغاء شريعة موسى، وفقا للعهد الجديد (Hebrews 10:15-18; Gal 3:23-25; 2 Cor 3:7-17; Eph 2:15; Heb 8:13, Rom 7:6 الخ.) مع ذلك فمن منظور يهودي، فإن التوراة أعطيت لليهود وB'nei Noah كوعد أبدي (على سبيل المثال في Exod 31:16-17, Exod 12:14-17, Mal 3:6-7) ولن يكون هناك استبدال أو إضافة (على سبيل المثال Deut 4:2, 13:1). هناك اختلافات في الرأي حول كيفية أن الوعد الجديد يؤثر على صحة قانون الكتاب المقدس. الاختلافات هي بالأساس نتيجة محاولات لتوفيق عبارات الكتاب المقدس المتعلقة بكون الكتاب المقدس قانون أبدي (Exodus 31:16-17, 12:14-17) مع العبارات في العهد الجديد التي تشير إلى أنه لا ينطبق الآن على الإطلاق أو على الأقل لا ينطبق بالكامل. معظم علماء الكتاب المقدس يعترفون بأن المسألة يمكن أن تكون مربكة ومازال موضوع بولس والقانون تتم مناقشته بين علماء العهد الجديد (على سبيل المثال، انظر منظور جديد حول بولس، المسيحية البولصية)؛ ومن ثم هناك وجهات نظر مختلفة.